# Tragia volubilis
Tragia volubilis là một loài thực vật có hoa trong họ Đại kích. Loài này được L. miêu tả khoa học đầu tiên năm 1753.